# Plaistow (metrostation)
Plaistow is een station van de metro van Londen aan de District Line en Hammersmith & City Line. Het metrostation, dat in 1858 is geopend, ligt in de plaats Plaistow. In 1902 begon de dienstregeling op de District Line en in 1936 op de Hammersmith & City Line.

## Geschiedenis
De directe lijn van de London, Tilbury en Southend Railway tussen Bow en Barking werd in 1858 oost-west aangelegd door het midden van de Parish of West Ham. Voordien reden de treinen over een langere, noordelijkere, route naar via Stratford en Forest Gate waarbij deels gereden werd over de sporen van de Eastern Counties Railway. De nieuwe lijn kende aanvankelijk de stations Bromley, Plaistow en East Ham. Upton Park werd in 1877 aan het oosten toegevoegd als een nieuw station en in 1901 werd West Ham ingevoegd. Vanaf 18 mei 1869 onderhield de North London Railway een dagelijkse dienst naar Plaistow via de Bow-Bromley boog van en naar het noordelijke kopspoor. 
Met de voltooiing van de Whitechapel and Bow Railway in 1902 werd de lijn verdubbeld tot vier sporen om de diensten van de Metropolitan District Railway (algemeen bekend als de District Railway) naar Upminster mogelijk te maken. In 1905 ging de District Railway over op elektrische tractie zodat de diensten werden ingekort tot East Ham waar destijds de stroomrail eindigde. In 1905 stapte de dienst over op een nieuw kopspoor aan de zuidkant toen de twee noordelijke sporen geëlektrificeerd waren ten behoeve van de metro. De North London Railway-dienst naar Plaistow stopte op 1 januari 1916. Op 12 september 1932 was de elektrificatie gereed tot Upminster en werd de metrosienst tot daar hervat. De District Railway werd in 1933 opgenomen in London Transport en heet sindsdien District Line. 
De dienstregeling van 1947 toont slechts enkele diensten per dag op de spoorweg en een frequente dienst op de District Line. De treindiensten tussen Fenchurch Street en Southend slaan sinds 1962, toen de LT & SR-route werd geëlektrificeerd met bovenleidingen, het station over.
De eigendom van het station werd in 1912 overgedragen aan de Midland Railway en in 1923 aan de London, Midland and Scottish Railway. Na de nationalisatie van de spoorwegen in 1948 werd het beheer van het station overgedragen aan British Railways. In 1969 werd het eigendom overgedragen aan de London Underground.

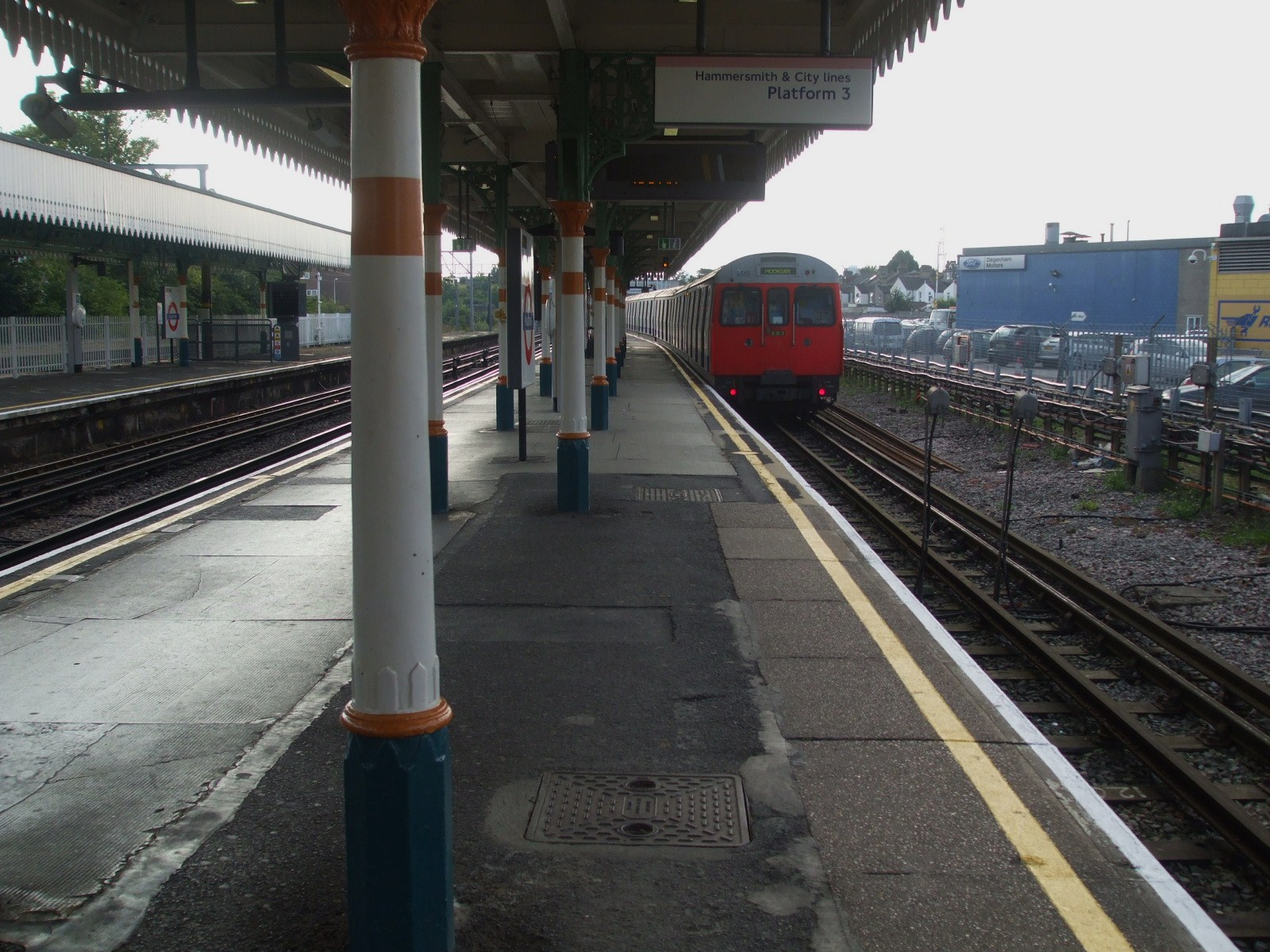
Materieel C op het kopspoor in 2008
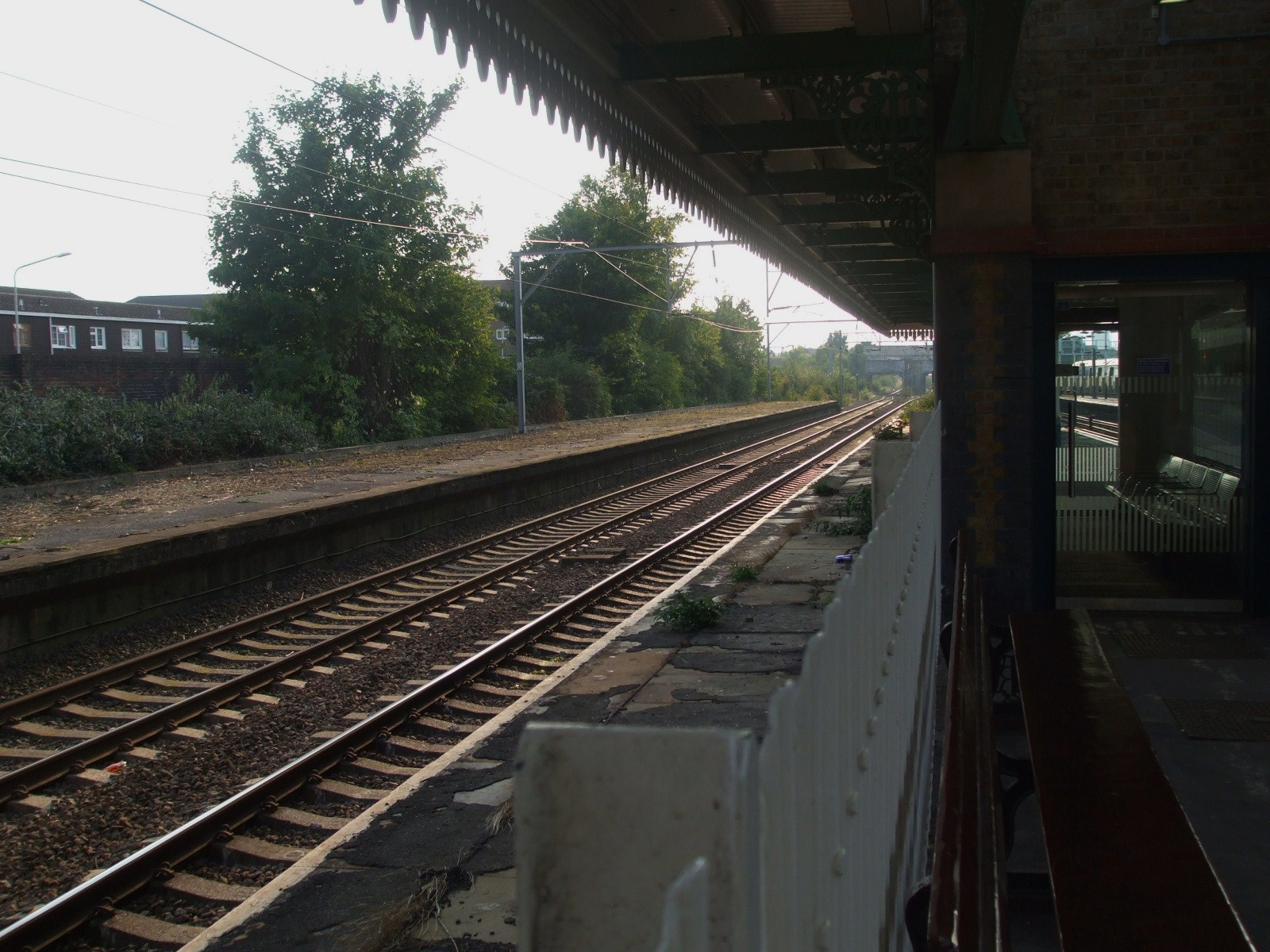
De sporen van de LTSR met de ongebruikte perrons
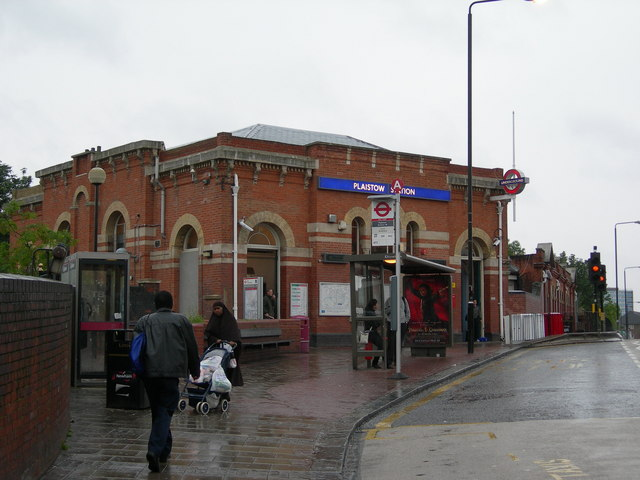
Het stationsgebouw met bushalte langs het viaduct

## Ligging en inrichting

### Station
Het station heeft vijf sporen, waarvan de twee aan de zuidkant worden gebruikt door de diensten van C2C op de LTSR, de andere drie doen dienst voor de metro. Het zuidelijke zijperron sinds de elektrificering buiten gebruik, terwijl het eilandperron tussen de treinsporen en die van de metro aan de zuidkant is voorzien van een hek. Het noordelijke perron ligt langs de stationsloods en aan de oostkant tussen de doorgaande metrosporen en een kopspoor waar de metrro's uit de stad kunnen keren. Het reizigersgebouw met kaartverkoop stamt uit 1905 en staat op een plaatselijke “monumentenlijst”. Hoewel de wetgeving geen beperkingen oplegt is dit wel aanleiding om de architectonische en/of historische belangen mee te wegen bij veranderingen aan het gebouw.
Hoewel er geen parkeerplaats bij het station is, ligt er vlak ten zuiden van het station een parkeerplaats voor betaald parkeren van de Newham London Borough Council. Deze is bereikbaar via trappen vanaf het stationsgebouw, dat boven de sporen aan het kruisende viaduct ligt, en zal na de afronding van werkzaamheden in 2023 beschikbaar zijn voor het publiek. 
De  lijnen 69, 241, 262, 325 en 473 van London Buses stoppen bij het station en bieden verbindingen naar Canning Town, East Beckton, North Woolwich, Prince Regent, Stratford, Stratford City en Walthamstow.

### Werkplaats
De werkplaats van Plaistow werd in 1879 en 1880 gebouwd langs de noordrand van de lijn en in 1899 werk nog een aparte locloods aan de westkant van het terrein geopend. De locomotieven werkplaats sloot in 1925 toen het onderhoud van de locomotieven overging naar de vlakbij gelegen werkplaats van Bow. Het onderhoud van rijtuigen ging in 1932 over naar de werkplaats van Wolverton.
Op 30 september 1911 opende een nieuw depot - aanvankelijk genaamd "West Ham" - aan de zuidkant van de lijn. Dit depot werd eigendom van Midland Railway in 1912 toen de Midland Railway de London Tilbury and Southend Railway (LTSR) overnam. Na de reorganisatie van de Britse spoorwegen in 1923 kwam het als depot 13a in handen van de London, Midland and Scottish Railway (LMS). Na de nationalisatie in 1948 maakte het depot aanvankelijk deel uit van de British Railways London Midland Region, maar het werd op 20 februari 1949 als depot 33A overgedragen aan de Eastern Region wat het tot 1959 beleef. Tijdens de elektrificatie werkzaamheden werd het depot 33B als filiaal van depot Tilbury, tot het na de voltooiing van de elektrificatie in 1962 werd gesloten. In 1950 waren 83 locomotieven in Paistow ondergebracht, waarvan de meeste (70) voor reizigersvervoer van en naar Fenchurch Street met daarnaast 6 goederenlocomotieven en 7 rangeerlocomotieven.

Hammersmith · 
Goldhawk Road · 
Shepherd's Bush Market ·
Wood Lane · 
Latimer Road · 
Ladbroke Grove · 
Westbourne Park · 
Royal Oak · 
Paddington · 
Edgware Road · 
Baker Street · 
Great Portland Street · 
Euston Square · 
King's Cross St. Pancras · 
Farringdon · 
Barbican · 
Moorgate · 
Liverpool Street · 
Aldgate East · 
Whitechapel · 
Stepney Green · 
Mile End · 
Bow Road · 
Bromley-by-Bow · 
West Ham · 
Plaistow · 
Upton Park · 
East Ham · 
Barking